# Mutua Madrid Open 2011

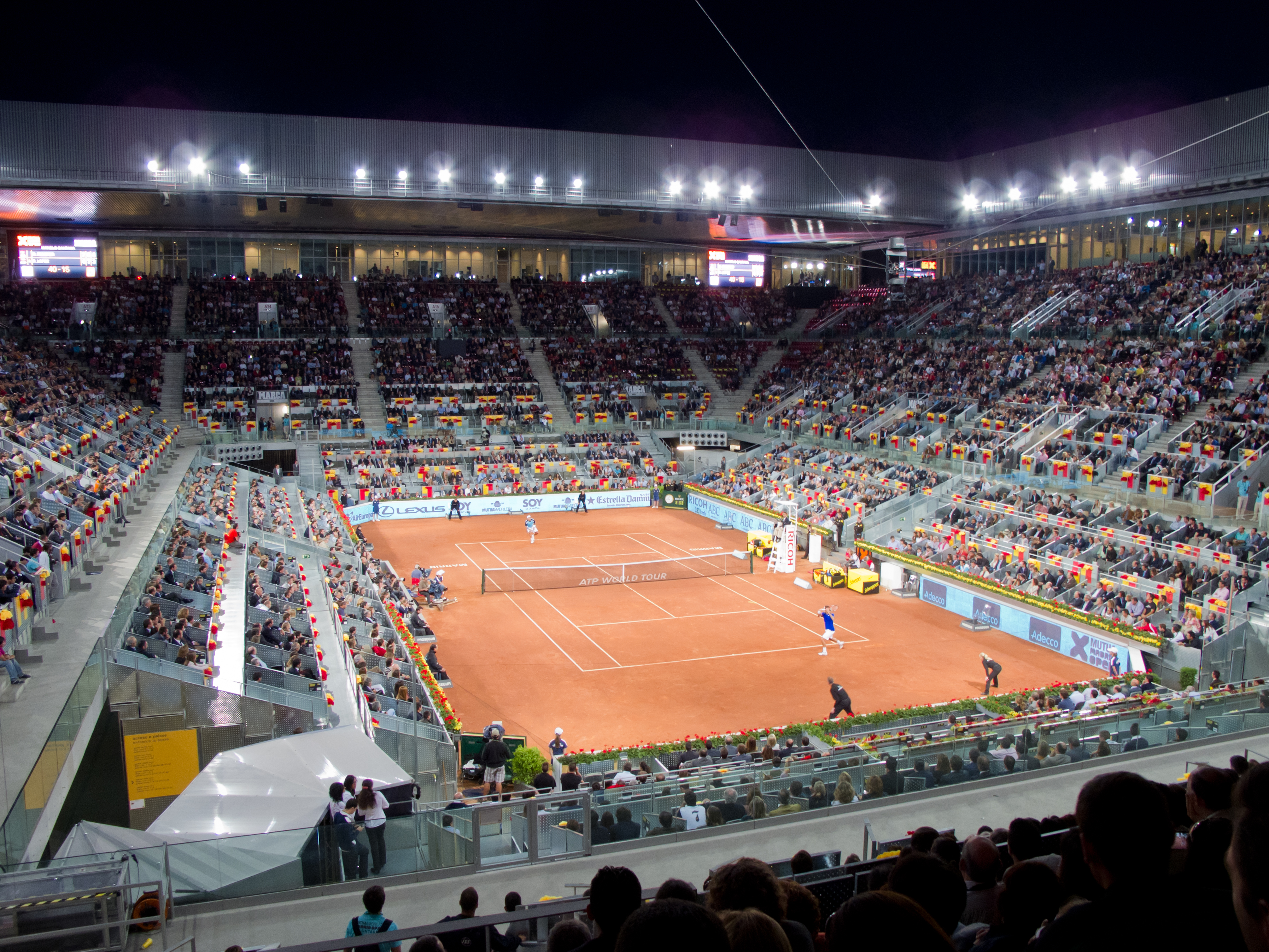
Матч 2-го кола між Роджером Федерером і Фелісіано Лопесом на Mutua Madrid Open 2011.

Madrid Masters 2011 (також відомий під назвою Mutua Madrid Open за назвою спонсора) - чоловічий і жіночий тенісний турнір, що проходив на відкритих кортах з ґрунтовим покриттям Park Manzanares у Мадриді (Іспанія). Це був 10-й за ліком турнір серед чоловіків і 3-й - серед жінок. Належав до категорії Мастерс у рамках Туру ATP 2011 і серії Premier Mandatory в рамках Туру WTA 2011. Тривав з 30 квітня до 8 травня 2011 року.
Йон Ціріак, колишній румунський тенісист а тепер мільярдер, був власником турніру.

## Очки і призові

### Нарахування очок
| Стадія                 | Чоловіки, одиночний розряд | Чоловіки, парний розряд | Жінки, одиночний розряд | Жінки, парний розряд |
| ---------------------- | -------------------------- | ----------------------- | ----------------------- | -------------------- |
| Чемпіон                | 1000                       | 1000                    | 1000                    | 1000                 |
| Фіналіст               | 600                        | 600                     | 700                     | 700                  |
| півфінал               | 360                        | 360                     | 450                     | 450                  |
| чвертьфінал            | 180                        | 180                     | 250                     | 250                  |
| 1/8 фіналу             | 90                         | 90                      | 140                     | 140                  |
| 1/16 фіналу            | 45                         | 10                      | 80                      | 5                    |
| 1/32 фіналу            | 10                         | –                       | 5                       | –                    |
| кваліфаєр              | 25                         | –                       | 30                      | –                    |
| фіналіст кваліфікації  | 14                         | –                       | 20                      | –                    |
| 1-й раунд кваліфікації |                            | –                       | 1                       | –                    |

## Учасники

### Сіяні учасники
| Країна          | Гравець           | Рейтинг1 | Сіяний |
| --------------- | ----------------- | -------- | ------ |
| Іспанія         | Рафаель Надаль    | 1        | 1      |
| Сербія          | Новак Джокович    | 2        | 2      |
| Швейцарія       | Роджер Федерер    | 3        | 3      |
| Велика Британія | Енді Маррей       | 4        | 4      |
| Швеція          | Робін Содерлінг   | 5        | 5      |
| Іспанія         | Давид Феррер      | 6        | 6      |
| Чехія           | Томаш Бердих      | 7        | 7      |
| Австрія         | Юрген Мельцер     | 8        | 8      |
| Франція         | Гаель Монфіс      | 9        | 9      |
| Іспанія         | Ніколас Альмагро  | 10       | 10     |
| США             | Марді Фіш         | 11       | 11     |
| США             | Енді Роддік       | 12       | 12     |
| Росія           | Михайло Южний     | 13       | 13     |
| Швейцарія       | Стен Вавринка     | 14       | 14     |
| Іспанія         | Фернандо Вердаско | 15       | 15     |
| Сербія          | Віктор Троїцький  | 16       | 16     |

- Рейтинг подано станом на 25 квітня 2011.

### Інші учасники
Нижче наведено учасників, які отримали вайлд-кард на участь в основній сітці:
- Пабло Андухар
- Хуан Карлос Ферреро
- Марсель Гранольєрс
- Кей Нісікорі

Такі учасники отримали право на участь в основній сітці завдяки захищеному рейтингові:
- Хуан Мартін дель Потро
- Іво Карлович

Нижче наведено гравців, які пробились в основну сітку через стадію кваліфікації:
- Флавіо Чіполла
- Тіємо де Баккер
- Алехандро Фалья
- Даніель Хімено-Травер
- Віктор Генеску
- Адріан Маннаріно
- Пере Ріба

Як щасливий лузер в основну сітку потрапили такі гравці:
- Олів'є Рохус

### Відмовились від участі
- Ернестс Гульбіс (respiratory problems)[4] → його замінив  Олів'є Рохус
- Томмі Гаас → його замінив  Сантьяго Хіральдо
- Філіпп Кольшрайбер → його замінив  Ксав'є Малісс
- Давід Налбандян → його замінив  Потіто Стараче
- Томмі Робредо (травма коліна) → його замінив  Іво Карлович

## Учасниці

### Сіяні учасниці
| Країна    | Гравчиня           | Рейтинг1 | Сіяна |
| --------- | ------------------ | -------- | ----- |
| Данія     | Каролін Возняцкі   | 1        | 1     |
| Росія     | Віра Звонарьова    | 3        | 2     |
| Ізраїль   | Шахар Пеєр         | 11       | 9     |
| Польща    | Агнешка Радванська | 12       | 10    |
| Франція   | Маріон Бартолі     | 13       | 11    |
| Росія     | Світлана Кузнецова | 14       | 12    |
| Німеччина | Андреа Петкович    | 15       | 13    |
| Естонія   | Кая Канепі         | 17       | 14    |
| Сербія    | Ана Іванович       | 18       | 15    |
| Чехія     | Петра Квітова      | 19       | 16    |

- Рейтинг подано станом на 26 квітня 2011.

### Інші учасниці
Нижче наведено учасниць, які отримали вайлд-кард на участь в основній сітці:
- Анабель Медіна Гаррігес
- Аранча Парра Сантонха
- Лаура Поус-Тіо
- Аранча Рус
- Дінара Сафіна

Нижче наведено гравчинь, які пробились в основну сітку через стадію кваліфікації:
- Софія Арвідссон
- Ольга Говорцова
- Сімона Халеп
- Ваня Кінґ
- Нурія Льягостера Вівес
- Саня Мірза
- Моніка Нікулеску
- Шанелль Схеперс

### Відмовились від участі
- Тімеа Бачинскі → її замінила  Олена Весніна
- Анна Чакветадзе → її замінила  Чжен Цзє
- Кім Клейстерс (torn ligaments, right ankle)[5] → її замінила  Бояна Йовановські
- Анастасія Севастова → її замінила  Моріта Аюмі
- Серена Вільямс (pulmonary embolism)[5] → її замінила  Віра Душевіна
- Вінус Вільямс (torn abdominal)[5] → її замінила  Дате-Крумм Кіміко

## Переможниці та фіналістки

### Чоловіки. Одиночний розряд
Новак Джокович —  Рафаель Надаль 7–5, 6–4 
- Для Джоковича це був 6-й титул за сезон і 24-й - за кар'єру. Це був його 3-й титул Мастерс за сезон і 8-й - за кар'єру. Він продовжив свою переможну серію до 32 матчів від початку 2011 року і до 34 починаючи з фіналу Кубка Девіса 2010.[6]

### Одиночний розряд. Жінки
Петра Квітова —  Вікторія Азаренко 7–6(7–3), 6–4
- Для Квітової це був 3-й титул за сезон і 4-й — за кар'єру.

### Парний розряд. Чоловіки
Боб Браян /  Майк Браян —  Мікаель Льодра /  Ненад Зімоньїч 6–3, 6–3

### Парний розряд. Жінки
Вікторія Азаренко /  Марія Кириленко —  Квета Пешке /  Катарина Среботнік 6–4, 6–3